# Andrés I de Nápoles
Andrés I de Anjou-Hungría (30 de octubre de 1327 – 18/19 de septiembre de 1345, Aversa), Rey de Nápoles y Conde de Provenza (1343 - 1345). Fue el segundo hijo superviviente de Carlos I de Hungría e Isabel Łokietek.

## Biografía

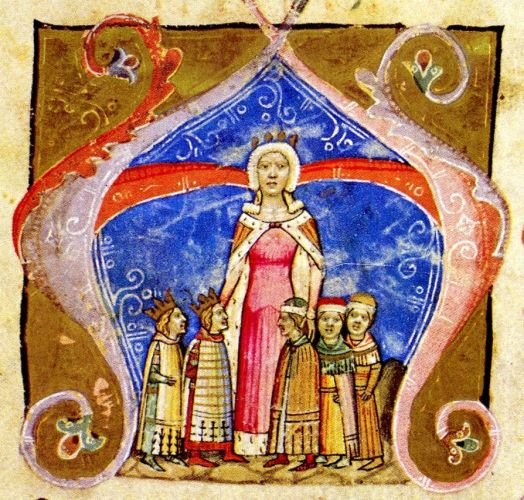
Andrés con su madre y sus hermanos, ilustración contemporánea, del

En 1334, siendo muy joven aún, fue dado como prometido a Juana, hija de Carlos, Duque de Calabria (el hijo mayor de Roberto de Nápoles), quién tenía 3 años. Roberto tomó el trono de Nápoles mientras su sobrino estaba ocupado ganando en Hungría. Para mantener el trono hizo a Andrés duque de Calabria, heredero del trono, y a su muerte en 1343, Andrés y Juana se casaron y fueron coronados monarcas de Nápoles de pleno derecho. 
Esto, de todas formas, no sentó bien entre el pueblo y los nobles napolitanos; Juana no quería compartir el trono. Con la aprobación del papa Clemente VI, Juana fue coronada como única monarca de Nápoles en 1344. Temiendo por su vida, Andrés escribió a su madre Isabel que pronto huiría del reino. Ella intervino, e hizo una visita de estado; antes de volver a Hungría, pidió al papa Clemente que rectificara y permitiese que Andrés fuese coronado rey. También le dio a Andrés un anillo que se supone lo protegería de envenenamientos. 

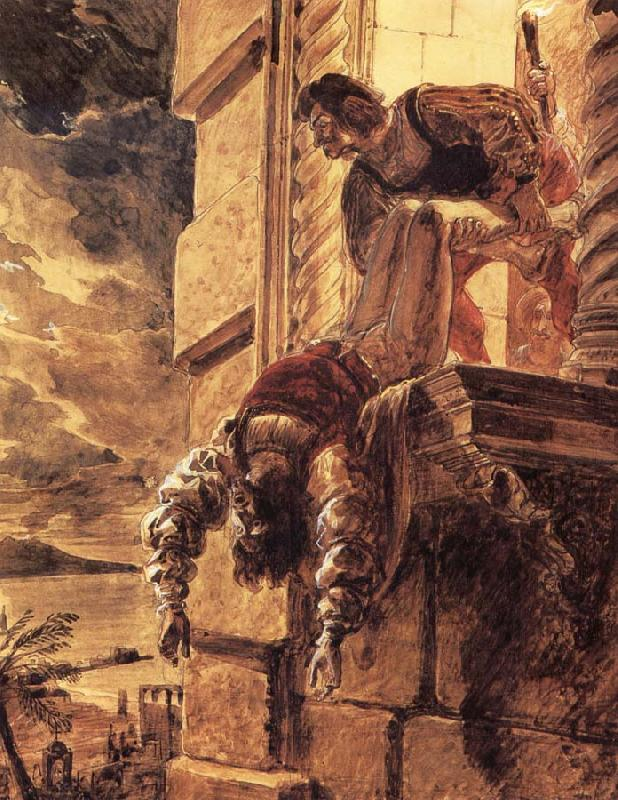
Asesinato de Andrés, duque de Calabria, por Karl Briullov.

Cuando escucharon la rectificación del papa, un grupo de conspiradores nobles (probablemente incluyendo a la reina Juana) decidieron negarse a la coronación de Andrés. Un día de caza en Aversa, Andrés abandonó su habitación en medio de la noche y fue atacado por los conspiradores y asesinado ante la reina Juana. Un sirviente traidor cerró la puerta tras ellos y, mientras Juana se acurrucaba en la cama, se produjo una fuerte lucha, en la que Andrés se defendió furiosamente y gritó pidiendo ayuda. Finalmente lo dominaron, lo estrangularon con una cuerda y lo arrojaron por una ventana. Isolda, la aya húngara del joven, llevó el cadáver de Andrés a la iglesia y permaneció junto a él llorando hasta la mañana siguiente. Cuando llegaron los caballeros húngaros, les contó todo lo ocurrido en su lengua materna para que nadie más supiera la verdad, y pronto abandonaron Nápoles informando de todo al rey húngaro.
La horrible muerte marcó el reinado de la reina italiana, quien fue acusada de haber ordenado el asesinato. Pronto, el hermano mayor de Andrés, Luis I de Hungría condujo varias campañas militares contra Nápoles. Al final, 37 años después, Carlos de Anjou-Durazzo, conquistó Nápoles con ayuda de Hungría y acabó con Juana. Ella había viajado a Aviñón a pedir el perdón papal por su implicación en el asesinato de Andrés y posteriormente se había casado tres veces más desde la muerte del príncipe húngaro.

## Matrimonio e hijos
Andrés tuvo un hijo póstumo con Juana, que moriría siendo niño:
- Carlos Martel (Nápoles, 25 de diciembre de 1345 - 10 de mayo de 1348)

| Predecesor: Roberto I | Rey de Nápoles Conde de Provenza (Junto a su esposa Juana I) 1343 - 1345 | Sucesor: Juana I |